# Radical 107
Le radical 107, qui signifie peau, est un des 23 des 214 radicaux chinois répertoriés dans le dictionnaire de Kangxi composés de cinq traits.
Le caractère Unicode de 皮 est 76AE.

## Caractères avec le radical 107
| nombre de traits          | caractères  |
| ------------------------- | ----------- |
| Sans trait supplémentaire | 皮          |
| 3 traits supplémentaires  | 皯          |
| 5 traits supplémentaires  | 皰 皱       |
| 6 traits supplémentaires  | 皲          |
| 7 traits supplémentaires  | 皳 皴       |
| 8 traits supplémentaires  | 皵          |
| 9 traits supplémentaires  | 皶 皷 皸 皹 |
| 10 traits supplémentaires | 皺          |
| 11 traits supplémentaires | 皻          |
| 12 traits supplémentaires | 皼          |
| 13 traits supplémentaires | 皽          |
| 15 traits supplémentaires | 皾          |